# Президентские выборы в Гаити (2016, февраль)
Непрямые президентские выборы на Гаити проходили 14 февраля 2016 года в связи с тем, что срок предыдущего президента Мишеля Мартейи истёк, а результаты президентских выборов 2015 года были аннулированы. Мартейи подал в отставку 7 февраля 2016 года. До выборов временного президента исполнительную власть на Гаити возглавлял премьер-министр Поль Эванс. Выборы проводились на совместных заседаниях Сената и Палаты депутатов Национального собрания. Вр.и. о. президента был избран бывший министр внутренних дел Жоселерм Приве из левоцентристской социал-демократической партии Инит.

## Результаты
| Кандидат                                                                            | 1-й тур      | 1-й тур                 | 1-й тур       | 2-й тур      | 2-й тур                 | 2-й тур       |
| Кандидат                                                                            | Сенат голоса | Палата депутатов голоса | Всего голосов | Сенат голоса | Палата депутатов голоса | Всего голосов |
| ----------------------------------------------------------------------------------- | ------------ | ----------------------- | ------------- | ------------ | ----------------------- | ------------- |
| Жоселерм Привер                                                                     | 13           | 45                      | 58            | 13           | 64                      | 77            |
| Эдгар Леблан                                                                        | 10           | 46                      | 56            | 9            | 24                      | 33            |
| Дежан Белизэр                                                                       | 0            | 0                       | 0             | 0            | 2                       | 2             |
| Недействительных/ пустых бюллетеней                                                 | 0            | 1                       | 1             | 0            | 2                       | 2             |
| Всего                                                                               | 23           | 92                      | 115           | 22           | 92                      | 114           |
| Источник: Свободное Гаити Архивная копия от 2 февраля 2017 на Wayback Machine (фр.) |              |                         |               |              |                         |               |